# Griekenland op het Eurovisiesongfestival 1988
Griekenland nam deel aan het Eurovisiesongfestival 1988 in Dublin, Ierland. Het was de 11de deelname van het land op het Eurovisiesongfestival. ERT was verantwoordelijk voor de Griekse bijdrage voor de editie van 1988.

## Selectieprocedure
Om de kandidaat te kiezen voor het festival van 1987 werd een nationale finale georganiseerd. Deze vond plaats op 28 maart 1988 en werd gehouden in het Theatro Municipal de El Piero. De presentatie lag in handen van Kostas Karras. De winnaar werd aangeduid door een expertjury. Dit werd Afroditi Frida met het nummer Clown.

## In Dublin
Griekenland moest in Dublin als 14de optreden, net na Denemarken en voor Noorwegen. Op het einde van de puntentelling hadden de Grieken 10 punten verzameld, wat ze op een 17de plaats bracht. Dit was de laagste klassering die Griekenland tot dan toe op het Eurovisiesongfestival had behaald. België en Nederland hadden geen punten over voor deze inzending.

### Gekregen punten

#### Finale
| 12 punten | 10 punten | 8 punten  | 7 punten    | 6 punten |
| --------- | --------- | --------- | ----------- | -------- |
|           |           |           | - Frankrijk |          |
| 5 punten  | 4 punten  | 3 punten  | 2 punten    | 1 punt   |
|           |           | - Turkije |             |          |

### Punten gegeven door Griekenland

#### Finale
Punten gegeven in de finale:
| 12 punten | Nederland           |
| 10 punten | Zwitserland         |
| 8 punten  | Spanje              |
| 7 punten  | Noorwegen           |
| 6 punten  | Verenigd Koninkrijk |
| 5 punten  | Frankrijk           |
| 4 punten  | Joegoslavië         |
| 3 punten  | Israël              |
| 2 punten  | Luxemburg           |
| 1 punt    | Portugal            |

1974 · 1975 · 1976 · 1977 · 1978 · 1979 · 1980 · 1981 · 1982 · 1983 · 1984 · 1985 · 1986 · 1987 · 1988 · 1989 · 1990 · 1991 · 1992 · 1993 · 1994 · 1995 · 1996 · 1997 · 1998 · 1999-2000 · 2001 · 2002 · 2003 · 2004 · 2005 · 2006 · 2007 · 2008 · 2009 · 2010 · 2011 · 2012 · 2013 · 2014 · 2015 · 2016 · 2017 · 2018 · 2019 · 2020 · 2021 · 2022 · 2023 · 2024 · 2025